# Onikişubat
Onikişubat (dt.: 12. Februar) ist eine Stadtgemeinde (Belediye) im gleichnamigen Ilçe (Landkreis) der Provinz Kahramanmaraş in der türkischen Mittelmeerregion und gleichzeitig ein Stadtbezirk der 2012 gebildeten Büyükşehir belediyesi Kahramanmaraş (Großstadtgemeinde/Metropolprovinz). Seit der Gebietsreform 2013 ist die Gemeinde flächen- und einwohnermäßig identisch mit dem Landkreis.
Der Landkreis ging 2013 aus der Aufteilung des zentralen Landkreises (Merkez Ilçe) in zwei Kreise hervor und umfasst die westlichen Teile der Provinzhauptstadt Kahramanmaraş. Er ist sowohl bevölkerungs- (37,81 %) als auch flächenmäßig (16,73 %) der größte Kreis/Stadtbezirk der Provinz/Büyükşehir. Die Bevölkerungsdichte ist mehr als doppelt so hoch wie der Provinzdurchschnitt, liegt aber unter der von Dulkadiroğlu.
Onikişubat grenzt im Westen an Andırın, im Nordwesten und Norden an Göksun, im Nordosten an Ekinözü, im Osten an Dulkadiroğlu sowie im Süden an Türkoğlu und die Provinz Osmaniye. Benannt wurde der Bezirk nach dem 12. Februar 1920, an dem die französischen Besatzer nach dem Widerstand der Stadtbevölkerung die Stadt verließen.
Durch das Gesetz Nr. 6360, veröffentlicht im Amtsblatt Nr. 28489, wurden Ende 2012 mit 71 Dörfern (Köy), 47 der 90 Mahalle von Kahramanmaraş und den folgenden zehn Belediye der neue Kreis Onikişubat gebildet (Einwohnerzahlen von Ende 2012):
- Karadere (1.298)
- Kale (4.093)
- Fatmalı (3.894)

- Fatih (4.977)
- Önsen (4.150)
- Döngele (2.370)
- Kürtül (2.529)
- Şahinkayası (2.941)
- Ilıca (2.607)
- Tekir (3.462 Einw.)

Die Dörfer wurden zu Mahalle heruntergestuft, ebenso wurden die 45 Mahalle der anderen Belediye vereint und zu je einem Mahalle reduziert, die ausgewählten Mahalle von Kahramanmaraş blieben unangetastet. So stieg im Verlauf der Verwaltungsreform ab 2013 die Zahl der Mahalle auf 128 an. Den Mahalle steht ein Muhtar als oberster Beamter vor.
Ende 2020 lebten durchschnittlich 3.224 Menschen in jedem dieser (nun) 137 Mahalle. Hürriyet (20.350), Haydar Bey (18.331), Yirmiikigün (14.872), Şehit Abdullah Çavuş (14.579), Tekerek (13.373), Mimar Sinan (12.931), Süleymanşah (11.887) und Piri Reis (11.398 Einw.) sind die bevölkerungsreichsten Mahalle.